# Чаффи, Эдна Романца (младший)
Эдна Романса Чаффи (Чеффи), Младший (англ. Adna Romanza Chaffee, Jr, 23 сентября 1884 — 22 августа 1941) — американский генерал, создатель бронетанковых войск США, автор идеи применения бригад в военных конфликтах. Внёс заметный вклад в военную стратегию и военное образование. Его именем были названы американский лёгкий танк Второй Мировой войны М24 «Чаффи» и учебная база национальной гвардии (до 1995 года Армии США) в штате Арканзас.

## Биография
Родился в Джанкшн-сити (штат Канзас) в семье генерал-лейтенант Армии США Эдны Чаффи Старшего. В 1906 году закончил Военную академию в Вест-Пойнте и стал лейтенантом кавалерии. Во время Первой мировой войны попал в пехоту, в звании майора участвовал в составе IV корпуса в Сен-Миельской операции, затем был произведён в полковники и в составе III корпуса участвовал в Мёз-Аргоннском наступлении.
После войны вернулся в кавалерию с постоянным званием капитана кавалерии, преподавал в военных училищах в Форт Ливенворте, был привлечён к первой программе развития американских бронетанковых сил. В 1931 году был переведён в 1-ю кавалерийскую дивизию, но продолжал пробовать и развивать идеи, связанные с механизированными войсками.
В 1938 году принял командование над реорганизованной 7-й кавалерийской бригадой — единственной на тот момент бронетанковой частью американской армии. Продолжал выступать за развитие механизированных частей и создание танковых дивизий; подтверждением его взглядов стало поражение французской армии летом 1940 года.
Умер от рака в августе 1941-го, в возрасте 56 лет. Похоронен на Арлингтонском национальном кладбище.